# Charley Finn
Charles Thornton Finn, detto Charley (Bakersfield, 28 luglio 1897 – Los Angeles, 13 gennaio 1974), è stato un pallanuotista statunitense, vincitore di una medaglia di bronzo all'olimpiade di Los Angeles 1932.